# بریج
کانترکت بریج (به انگلیسی: Contract bridge) که معمولاً با نام بریج نیز شناخته می‌شود نوعی بازی ورق است که با ۵۲ ورق استاندارد پاسور و با چهار بازیکن در دو تیم دو نفره بازی می‌شود. در این بازی دو یار هم‌دسته مقابل یک‌دیگر می‌نشینند و جهت چرخش نوبت‌ها در جهت عقربه‌های ساعت است. میلیون‌ها نفر در سرتاسر جهان بریج را در باشگاه‌ها، تورنمنت‌ها، آنلاین و با دوستان خود در خانه بازی می‌کنند که این بازی را به یکی از محبوب‌ترین بازی‌های ورق جهان، به‌ویژه در میان سالمندان تبدیل کرده‌است. فدراسیون جهانی بریج (WBF) نهاد حاکم بر رقابت‌های بین‌المللی بریج است و نهادهای متعدد دیگری در سطح منطقه‌ای را اداره می‌کنند.
در خصوص خاستگاه این بازی فرضیه‌های مختلفی مطرح می‌شود و از بریتانیا، روسیه و امپراتوری عثمانی به عنوان گزینه‌های احتمالی نام برده می‌شود.

## برای مطالعهٔ بیشتر
- شفازند، بیژن (۱۳۵۳). راهنمای بریج. ج. ۱. تهران: فدراسیون بریج ایران. دریافت‌شده در ۳ اکتبر ۲۰۲۳.